# Giulio Cesare Carcano

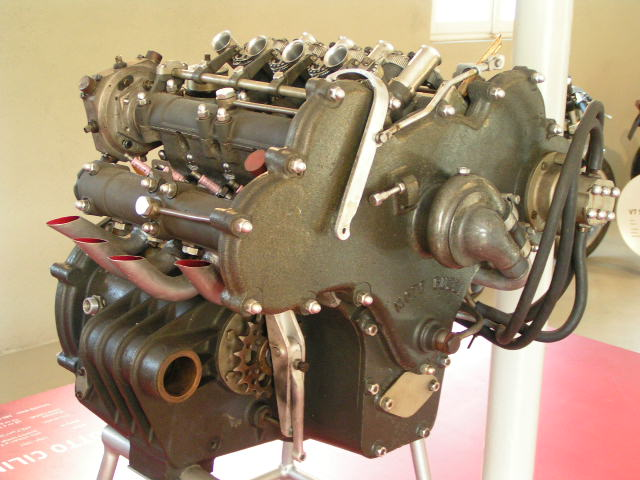
De achtcilinder uit 1955

Giulio Cesare Carcano (Milaan 20 november 1910 -  14 september 2005) was een Italiaans constructeur van motorfietsen die naam maakte met zijn ontwerpen voor Moto Guzzi.

## Carrière
Carcano trad in 1936 in dienst van Moto Guzzi. Tot die tijd waren de technische ontwikkelingen voornamelijk gedaan door Carlo Guzzi en zijn broer Giuseppe. In de periode vóór de Tweede Wereldoorlog was men druk met de ontwikkelingen van militaire motorfietsen, een taak die bij Giulio Carcano werd gelegd. Toch ontwikkelde hij in 1938 en 1939 nog samen met Carlo Guzzi de succesvolle Moto Guzzi Albatros, een 250 cc racer en de 500 cc Moto Guzzi Condor.

### Militaire motorfietsen
De Moto Guzzi GT 17 had zijn waarde bewezen in de Tweede Italiaans-Ethiopische Oorlog (1935-1936), maar er waren ook tekortkomingen aan het licht gekomen. Er moest dus, voortbordurend op de ervaringen met de GT 17, een nieuwe militaire motorfiets ontwikkeld worden. Carcano ontwikkelde de Moto Guzzi GT 20, met een verbeterd frame met meer bodemvrijheid, het motorblok van de Moto Guzzi S en uitwisselbare wielen. Dit model was nog geen succes, maar de volgende versie, de Moto Guzzi Alce, was dat ondanks de geringe verschillen met de GT 17 wel. Carcano werd wel beperkt door specifieke eisen van het Italiaanse leger, dat bijvoorbeeld vasthield aan bediening met manettes, terwijl een twist grip-gashandvat allang gemeengoed was, en kop/zijklepmotoren. Tijdens de oorlog ging de ontwikkeling gewoon door. Er volgden twee prototypen: De Moto Guzzi Cicogna, die nog een kop/zijklepmotor en forse terreinbanden had en zelfs kon worden uitgerust met ski's, en de Moto Guzzi Alce V, tegen de zin van het leger uitgerust met de kopklepmotor van de Moto Guzzi V. Uit de Alce werd ook de Trialces ontwikkeld: driewielers die zowel als zijspancombinatie en als triporteur verschenen. Na de oorlog zwoer Carcano de kop/zijkleppers onmiddellijk af. Hij ontwikkelde de militaire motorfiets Superalce, net als de Alce V voorzien van een kopklepmotor.

### Racemotoren
Carcano kreeg het druk met zijn eigen raceafdeling, aanvankelijk nog met eencilinders als de 500 cc Moto Guzzi Gambalunga en de 250 cc Gambalunghino. In de jaren vijftig, toen het wereldkampioenschap wegrace begonnen was, werd Carlo Giannini ingehuurd, omdat de nieuwe bedrijfsleider Giorgio Parodi van de verouderde eencilindertechniek af wilde. Giannini ontwikkelde in 1952 de Quattro Cilindri viercilinder, die echter geen succes werd. Moto Guzzi had inmiddels een eigen windtunnel, waardoor veel aandacht werd besteed aan aerodynamica en daarmee ook aan pure snelheid. De aerodynamische maar zware druppelstroomlijnen zorgden inderdaad voor hoge snelheden, maar beperkten de wendbaarheid op bochtige, niet al te snelle circuits. Carcano besloot verschillende motorfietsen voor verschillende circuits te bouwen; de Monocilindrica eencilinders en de Otto Cilindri achtcilinder. Vooral de Monocilindrica 350 was erg succesvol, maar de achtcilinder kwam niet tot zijn volledige potentieel omdat Moto Guzzi in 1957 besloot te stoppen met wegraces vanwege de hoge kosten.

### Moto Guzzi Stornello
Nadat Moto Guzzi gestopt was met races was er voor Carcano met zijn raceafdeling niets meer te doen. Hijzelf en zijn ingenieurs Enrico Cantoni en Umberto Todaro werden soms zelfs ingezet bij het productieproces. Carcano kreeg de opdracht een motorfiets te ontwikkelen die licht en goedkoop te produceren was. Een weinig uitdagende taak voor de man die de gecompliceerde achtcilinder gebouwd had, maar hij kwam op de proppen met de Moto Guzzi Stornello 125. De machine leek op de Moto Guzzi Lodola Sport 175. Toen Moto Guzzi zich ging richten op de International Six Days Enduro kon het ontwikkelingsteam zich weer bezighouden met de ontwikkeling van machines voor deze tak van sport, terreinmotoren.

### Moto Guzzi V7
Min of meer uit verveling ging Carcano eind jaren vijftig werken aan een nieuw project: een langsgeplaatste V-twin met geforceerde luchtkoeling. Het management zag er geen brood in, maar nam contact op met FIAT om de motor te gebruiken in de Fiat 500. Carcano bouwde een 500- en een 650 cc versie. Deze laatste zou een Fiat 500 gemakkelijk op een topsnelheid van 140 km/h kunnen brengen. FIAT was geïnteresseerd, maar trok zich uiteindelijk uit het project terug. In de jaren zestig kwam Moto Guzzi in grote problemen door de opkomst van de kleine auto en de scooter. Men besloot een politiemotor te ontwikkelen met de door Carcano ontwikkelde V-twin. Dit resulteerde in de Moto Guzzi V7. Carcano had daarmee de basis gelegd voor bijna alle Moto Guzzi-modellen tot de dag van vandaag.

### Vertrek
Carcano maakte het succes van de V7 bij Moto Guzzi niet meer mee. In 1965 werd het bedrijf onder curatele gesteld en de curator sneed drastisch in het ontwikkelingsteam en de bedrijfsleiding. De ingenieurs Giulio Cesare Carcano en Enrico Cantoni vertrokken (volgens sommige bronnen werd Carcano ontslagen, volgens andere vertrok hij zelf).